# Briaraxis
Briaraxis is een monotypisch geslacht van kevers uit de familie van de kortschildkevers (Staphylinidae).

## Soort
- Briaraxis depressa Brendel, 1894